# ماريا غوبرت ماير
ماريا غوبرت ماير (بالألمانية: Maria Göppert-Mayer)‏ (28 يونيو 1906 - 20 فبراير 1972) هي عالمة أمريكية في الفيزياء النظرية من مواليد ألمانيا، والتي تحصّلت على جائزة نوبل في الفيزياء لتقديمها مُقترح النموذج الغلافي للنواة لأنوية الذرة. تُعتبر ماريا غوربت ثاني امرأةٍ تحصلُ على جائزة نوبل في الفيزياء بعد ماري كوري.
بعد تخرُجِها من جامعة غوتينغن، قامت ماريا بكتابةِ أطروحةِ الدكتوراة عن نظرية إمكانية امتصاص فوتونين بواسطة الذرات. في ذلك الوقت، كانت فُرص التحقق تجريبيًا من صحةِ أطروحتها بعيدةً المنال، ولكن تطورَ الليزر سمحَ بذلك فيما بعد. حاليًا، سُميت وحدة مقطع امتصاص الفوتونين باسم وحدة غوبرت ماير (GM).
في عام 1930، تزوجت ماريا من جوزيف إدوارد ماير، وانتقلت معه إلى الولايات المتحدة، حيثُ عملت بروفيسورًا مساعدًا في جامعة جونز هوبكينز، ولكن القواعد الصارمة ضد المحسوبية لجامعة جونز هوبكينز مَنعت تعيينَ ماريا عضوَ هيئة تدريس، ولكنها حصلت على وظيفةِ مُساعِدَة، وفي عام 1935 قامت بنشرِ ورقةٍ بحثية مميزة عن اضمحلال بيتا المضاعف. في عام 1937، انتقلت إلى جامعة كولومبيا، حيثُ حصلت على عملٍ غير مدفوع الأجر. خلال الحرب العالمية الثانية، عملت ماريا في مشروع مانهاتن في كولومبيا على فصل النظائر، كما عملت مع إدوارد تيلر في مختبر لوس ألاموس على تطوير قنبلة تيلر "العظمى".
بعد انتهاء الحرب، أصبحت ماريا بروفيسورًا مساعدًا متطوعًا في الفيزياء في جامعة شيكاغو (حيثُ كان يعمل إدوارد تيلر وزوجها هُناك)، كما أصبحت فيزيائيةً رئيسية في مختبر أرجون الوطني القريب من جامعة شيكاغو. طورت ماريا نموذجًا رياضيًا عن البنية الطبقية النووية، والذي بسببه حصلت على جائزة نوبل في الفيزياء عام 1963، وقد تشاركتها مع هانز ينسن ويوجين ويغنر. في عام 1960، عُينت بروفيسورًا متفرغًا في الفيزياء في جامعة كاليفورنيا، سان دييغو.

## بداية حياتها
وُلدت ماريا غوبرت في 28 يونيو 1906 في مدينة كاتوفيتس في بروسيا (الآن كاتوفيتسه في بولندا). كانت ماريا الطفل الوحيد لفريدريك غوبرت وزوجته ماريا ني وولف. في عام 1910، انتقلت ماريا مع عائلتها إلى غوتينغن، وذلك عندما عُيِنَ والدُها بروفيسورًا لطب الأطفال في جامعة غوتينغن، وكان بروفيسورًا جامعيًا من الجيل السادس. كانت ماريا أقرب إلى والدها من والدتها، وفسّرت ماريا ذلك لاحقًا بقولها «حسنًا، كان والدي أكثر إثارةً للاهتمام»، «بالرغم من كل شيء، فقد كان عالِمًا».
درست ماريا في المدرسة التقنية العليا Höhere Technische في غوتينغن، وهي مدرسةٌ للفتيات من الطبقة المتوسطة اللاتي يطمحنَّ إلى التعليم العالي. في عام 1921، دخلت ماريا إلى مدرسة تعليم النساء Frauenstudium، وهي مدرسةٌ ثانوية خاصة يُديرها ناشطات حق تصويت المرأة، وتهدف هذه المدرسة إلى تحضير الفتيات للمرحلة الجامعية. عندما كان عُمر ماريا 17 عامًا، تقدمت إلى امتحان أبيتور، وهو امتحان القُبول الجامعي بحيثُ تحصل منه على شهادة إتمام الدراسة الثانوية، وكان معها 3 أو 4 فتيات من مدرستها و30 فتًى آخرين، وجاءت نتيجةُ الامتحان بنجاح جميع الفتيات، أما الفتيان فنجح منهم واحدٌ فقط.
في ربيع عام 1924، دخلت ماريا إلى جامعة غوتينغن، حيثُ درست الرياضيات. أدى النقصُ المزعوم في مُدرسات الرياضيات لمدارس البنات إلى ارتفاعٍ مفاجئ في عدد النساء اللاتي يدرسنَّ الرياضيات، في وقتٍ كانت في البطالة مُرتفعة، حيثُ كانت هُناك بروفيسورة رياضيات واحدة في غوتينغن واسمها إيمي نويثر، لكنَّ معظم النساء كُنَّ مُهتماتٍ بالتأهلِ للحصول على شهادات تدريسهم.
بدلًا من الاهتمام بالرياضيات، أصبحت ماريا مُهتمةً بالفيزياء، حيثُ اختارت المُتابعة للحصول على درجة الدكتوراة. في عام 1930، عملت على أطروحةِ دكتوراة عن نظرية امتصاص فوتونين المحتمل بواسطة الذرات. في وقتٍ لاحق، وصف يوجين ويغنر أطروحة ماريا بأنها «تحفةٌ من الوضوح والواقعية». في ذلك الوقت، كانت فُرص التحقق تجريبيًا من صحةِ أطروحتها بعيدةً المنال نسبيًا، ولكن تَطورُ الليزر سمحَ بأول تجربةٍ للتحقق من الأطروحة عام 1961، حيثُ تم الكشف عن فوتونين مُثارين بالوميض الفلوري في بلورةٍ مُطعمة باليوروبيوم. لتكريم مساهمت ماريا الأساسية في هذا المجال، سُميت وحدة مقطع امتصاص الفوتونين باسم وحدة غوبرت ماير (GM)، حيثُ واحد غوبرت ماير يساوي (10−50 سم4 ثانية. فوتون−1). ممتحنوها كانوا ثلاثةً من الحاصلين على جائزة نوبل، وهم: ماكس بورن (حصل عليها في 1954)، جيمس فرانك (حصل عليها في 1925)، أدولف فينداوس (حصل عليها في 1928).
في 19 يناير 1930، تزوجت ماريا غوبرت من جوزيف إدوارد ماير، وهو أمريكي الجنسية وزميل روكفيلر، وكان أحد مساعدي جيمس فرانك. التقى الاثنان عندما كان جوزيف ماير يأخذُ وجبات الطعام لعائلة غوبرت. انتقل الزوجان إلى موطن جوزيف في الولايات المتحدة، حيث عُرض عليهِ منصب بروفيسور مساعد في الكيمياء في جامعة جونز هوبكينز. أنجبا طفلان، بيتر كونرا وماريا آن (التي تزوجت لاحقًا من دونات فينتزل).

## الولايات المتحدة
منعت القواعدُ الصارمة ضد المحسوبية في جامعة جونز هوبكينز من توظيف ماريا عضوًا في هيئة التدريس، وكانت هذه القواعد موجودةً في العديد من الجامعات لمنع المُحاباة، ولكنَّ هذه القواعد فقدت غرضها الأصلي مع الوقت، وأصبحت تستخدمُ في المقام الأول لمنع توظيف النساء المتزوجات من أحد أعضاء هيئة التدريس. حصلت ماريا على عملٍ كمُساعِدَة في قسم الفيزياء الذي يعمل في مجال المراسلات الألمانية، حيثُ حصلت منه على أجرٍ قليلٍ جدًا، ومكان عملٍ صغير ووصولٍ ضئيلٍ إلى المرافق. قامت ماريا بالتدريس في بعض الدورات، وفي عام 1935 نشرت ورقةً مُهمة عن اضمحلال بيتا المضاعف.
لم يكن هُناك اهتمامٌ كبير بميكانيكا الكم في جامعة جونز هوبكينز، ولكن ماريا عملت مع كارل هيرزفيلد في هذا المجال، حيثُ تعاونت معه في عددٍ من الأوراق البحثية، والتي تتضمن ورقةً بحثية مع أ.ل. سكلار وهو أحد طالب هيرزفيلد، وكانت الورقة عن طيف البنزين. في صيف عام 1931 و1932 و1933، عادت ماريا إلى غوتينغن للعمل مع مُمتحنها السابق بورن، حيثُ عملا على كتابة مقالة لصالح مجلة هاندبوخ دي فيزيك (Handbuch der Physik)، ولكن كل هذا انتهى عندما وصل الحزب النازي للسلطة عام 1933، حيثُ فقد العديد من الأكاديميين عملهم مثل بورن وفرانك. انضمت ماريا وهيرزفيلد إلى جهود إغاثة اللاجئين.
في عام 1937 طُرد جوزيف ماير من العمل، حيثُ أرجعَ ذلك أنَّ عميد العلوم الفيزيائية يكرهُ النساء، واعتقد بأنَّ وجود ماريا في المختبر قد أزعجه. وافق هيرزفيلد على العمل، فأصبحت ماريا وفرانك وهيرزفيلد يعملون جميعًا في جامعة جونز هوبكينز، وكان هناك اعتقادٌ سائد بأنَّ العديد من العلماء الألمان يعملون هُناك، ولكن كانت هُناك العديد من الشكاوى الطلابية بأنَّ محاضرات ماريا في الكيمياء كانت تحتوي على الكثير من الفيزياء الحديثة. تولت ماريا منصبًا في جامعة كولومبيا، حيثُ عمل رئيس قسم الفيزياء جورج بيغرام على ترتيب حصول ماريا على مكتبٍ ولكنها لم تتلقَ أي أجر. استطاعت ماريا عقد صداقاتٍ جيدة مع هارولد يوري وإنريكو فيرمي الذي وصل إلى كولومبيا في عام 1939، ثم طلب فيرمي من ماريا أن تُجري أبحاثًا في غلاف تكافؤ العناصر ما بعد اليورانيوم غير المُكتشفة، فقامت ماريا باستعمال نموذج توماس-فيرمي، واستطاعت التنبؤ بأنَّ هذه العناصر ستشكلُ سلسلةً جديدة مُشابهة للعناصر الأرضية النادرة، وقد ثبت أنَّ هذا الأمر صحيح.

## مشروع مانهاتن

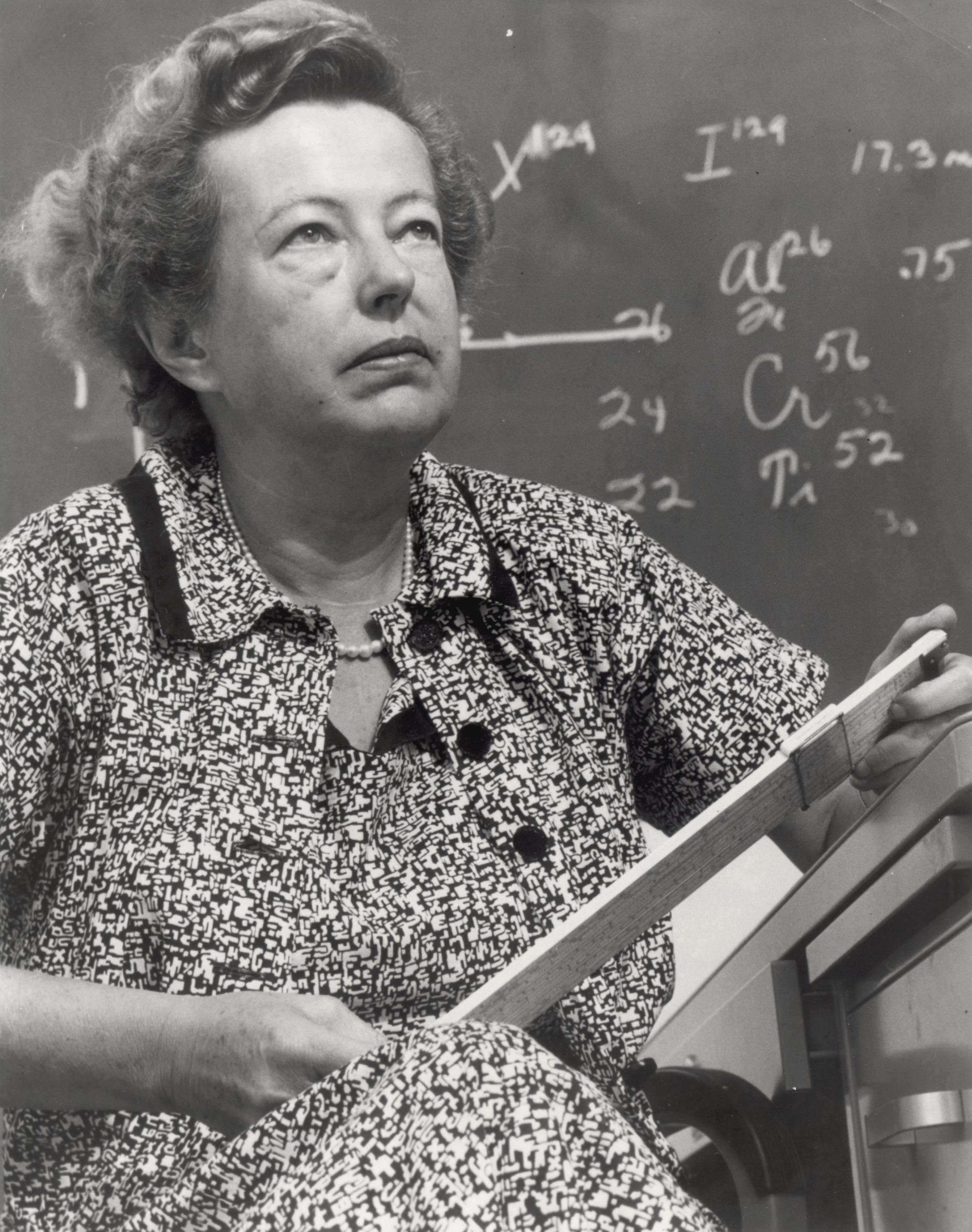
بورتريه لماريا غوبرت

في ديسمبر 1941، تولت ماريا غوبرت منصبها المِهني الأول مدفوع الأجر، حيثُ عملت على تدريس العلوم بدوامٍ جزئي في كلية سارة لورانس. في ربيع عام 1942، ومع انخراطِ الولايات المتحدة في الحرب العالمية الثانية، انضمت ماريا إلى مشروع مانهاتن، حيثُ قبلت بوظيفةٍ للعمل على بحثٍ بدوامٍ جزئي من هارولد يوري مع مختبرات المواد السبيكة البديلة (SAM) التابعة لجامعة كولومبيا، وكان الهدف من هذا المشروع إيجادَ وسيلةٍ لفصل النظائر الانشطارية لليورانيوم-235 في اليورانيوم الطبيعي، حيثُ عملت ماريا في إجراء بحث على الخصائص الديناميكية الحرارية والكيميائية لسداسي فلوريد اليورانيوم، كما بحثت في إمكانية فصل النظائر باستخدام التفاعلات الضوئية الكيميائية، ولكن مع الوقت، ظهرَ أنَّ هذه الطريقة غيرُ عمليةٍ، ولكن تطور الليزر لاحقًا فتح الإمكانية لفصل النظائر عبر استثارة الليزر.
ساعد إدوارد تيلر ماريا في الحصول على منصبٍ في كولومبيا مع مشروع أوباسيتي (Opacity Project)، والذي يبحثُ في خصائص المادة والإشعاع عند درجاتِ حرارةٍ عالية للغاية مع التركيز على تطوير قنبلة تيلر "العظمى"، وهو برنامج وقت الحرب لتطوير قنابلَ هيدروجينية. في فبراير 1945، أُرسِلَ جوزيف ماير إلى حرب المحيط الهادئ، فقررت ماريا غوبرت ترك أطفالها في نيويورك والانضمام إلى مجموعة تيلر في مختبر لوس ألاموس. في يوليو 1945، عادَ جوزيف مُبكرًا من حرب المحيط الهادئ، فعادوا إلى نيويورك معًا.
في فبراير 1946، أصبح جوزيف بروفيسورًا في قسم الكيمياء وفي معهد الدراسات النووية التابع لجامعة شيكاغو، وكانت ماريا قادرةً على أن تُصبح بروفيسورًا مساعدًا متطوعًا في الفيزياء في المدرسة. عندما قبلَ إدوارد تيلر العمل في نفس المكان، أصبحت ماريا قادرةً على الاستمرار في العمل على مشروع أوباسيتي معه. عندما تأسس مختبر أرجون الوطني في 1 يوليو 1946، عُرضَ على ماريا غوبرت عملًا فيه بدوامٍ جزئي كفيزيائية رئيسية في قسم الفيزياء النظرية، ولكنها أجابت «لا أعرف أي شيءٍ عن الفيزياء النووية». استخدمت ماريا طريقة مونت كارلو لبرمجةِ حاسوب إينياك التابع لأرض اختبار أبردين، بهدف حلِ المشاكل الحرجة للمفاعل المُبرد بمعدنٍ سائل.

## النموذج الغلافي للنواة

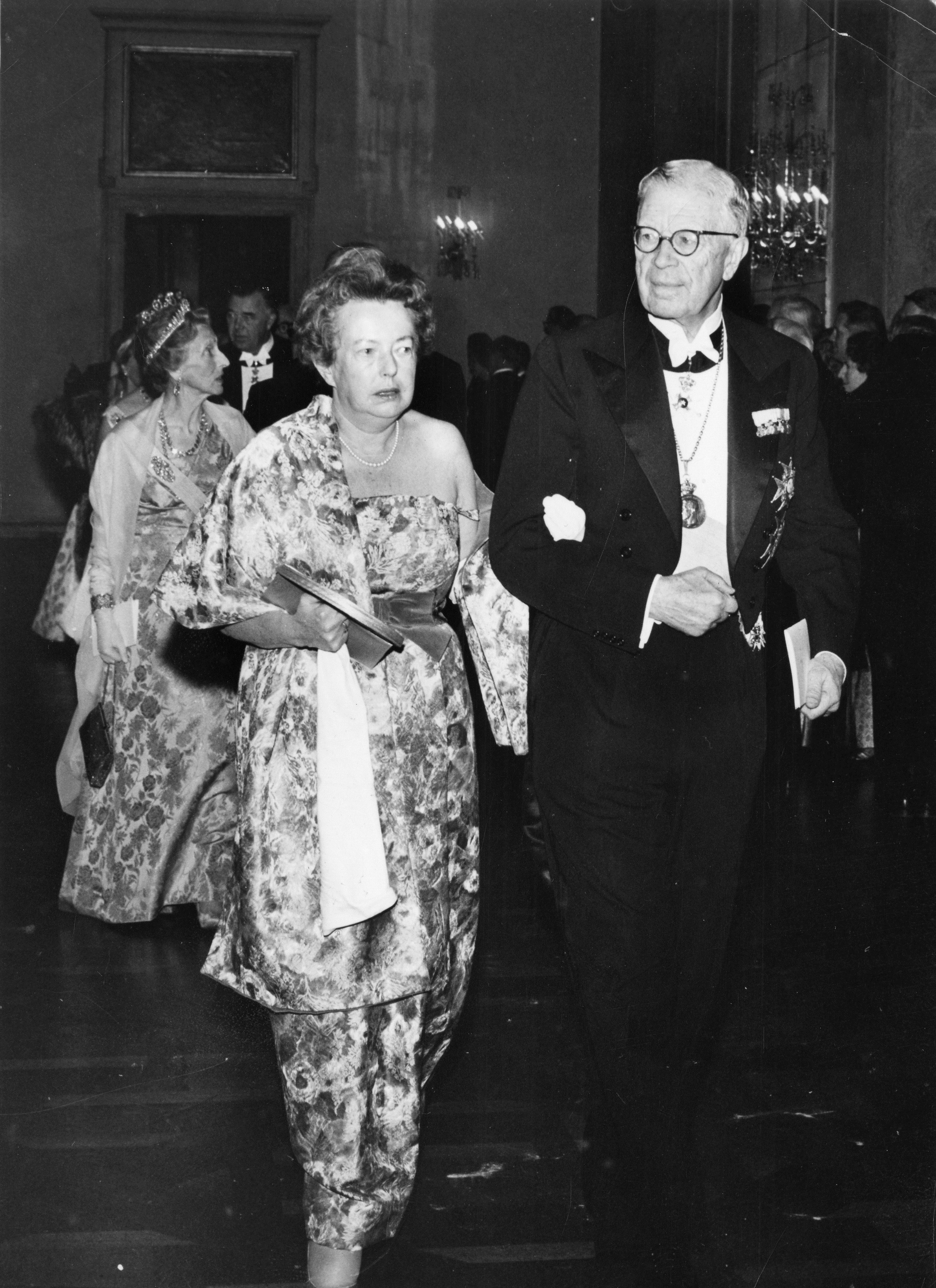
ماريا غوبرت ماير تسيرُ إلى حفل نوبل مع الملك غوستاف السادس أدولف عام 1963

في أواخر الأربعينيات، وخلال فترةِ تواجدها في شيكاغو وأرغون، قامت ماريا بتطوير نموذجٍ رياضيٍ للبنية الغلافية للنواة، وقامت بنشرهُ عام 1950. فسَّر نموذجُها سبب قدرة بعض الأعداد من النويات في نواة الذرة على إنتاج تَشَكُلاتٍ مستقرة بشكلٍ خاص، وهذه الأرقام أطلق عليها يوجين ويغنر اسم الأعداد السحرية: 2، 8، 20، 28، 50، 82، 126. قام إنريكو فيرمي بتقديمِ رؤيةٍ نقديّة بسؤاله لماريا: «هل هُناك أي مؤشرٍ للتآثر المغزلي المداري؟»، فأدركت ماريا أنَّ هذا هو الحاصل بالفعل، وافترضت أنَّ النواة عبارة عن سلسلةٍ من أزواج النيوترونات والبروتونات والأغلفة المغلقة التي تميل إلى الاقترانِ معًا. وصفت ماريا الفكرة على النحو الآتي:
"فكر في غرفةٍ مليئةٍ بالفالسات. افترض أنهم يتحركون حول الغرفة في دوائر، كُل دائرةٍ مغلقةٍ داخلَ دائرةٍ أُخرى. ثم تخيل أنهُ في كلِ دائرةٍ، يُمكنك وضعُ ضعف عدد الراقصين عبر جعل زوجٍ واحدٍ يتحرك في اتجاه عقارب الساعة والزوج الآخر في عكس اتجاه عقارب الساعة. ثم أضف اختلافًا آخر، جميعُ الراقصين يقومونَ بجولةٍ مغزليةٍ دائرية، ويقومون بجولةٍ كالقمم أثناء دورانهم في الغرفة، كلُ زوجٍ يفتلُ ويدور، لكن البعض فقط من تلك التي تتحرك عكس عقارب الساعة تقوم بفتلةٍ عكس عقارب الساعة، والآخرين يقومون بفتلةٍ في اتجاه عقارب الساعة بينما يدورون في عكس اتجاه عقارب الساعة، كما ينطبقُ الشيء نفسه على أولئك الذين يرقصون في اتجاه عقارب الساعة: بعضهم يفتلُ في اتجاه عقارب الساعة، والآخرون يفتِلون في عكس عقارب الساعة." 
كان ثلاثةُ علماءٍ ألمان، وهم أوتو هكسيل وهانز ينسن وهانز سوس، يعملونُ أيضًا على حل نفسِ المشكلة، وكانوا قد وصلوا إلى نفس الاستنتاجٍ بأنفسهم، وعلى الرغم من إعلان نتائجهم في أحد أعداد الدورية العلمية فيزيكال ريفيو في يونيو 1949 وكان ذلك قبل ماريا، إلا أنَّ عمل ماريا كان قد استُلمَ للمراجعة في فبراير 1949، بينما استُلمَ عملُهم في وقتٍ لاحقٍ في أبريل 1949. بعد ذلك، تعاونت ماريا معهم، وفي عام 1950 تشاركت مع هانز ينسن في تأليف كتابٍ يحمل اسم «النظرية الأولية للبنية الغلافية للنواة» (Elementary Theory of Nuclear Shell Structure). في عام 1963، تشارك كلٌ من غوبرت ماير وهانز ينسن ويوجين ويغنر في جائزة نوبل في الفيزياء، وذلك نظرًا لاكتشافتهم المتعلقة بالبنية الغلافية للنواة، وأصبحت ماريا غوبرت ثانِ امرأةٍ تحصلُ على جائزة نوبل في الفيزياء بعد ماري كوري، وبقيت آخر امرأة تحصل عليها لحوالي أكثر من نصفِ قرن، حتى عام 2018، حيثُ حصلت عليها دونا ستريكلاند.

## الوفاة والإرث

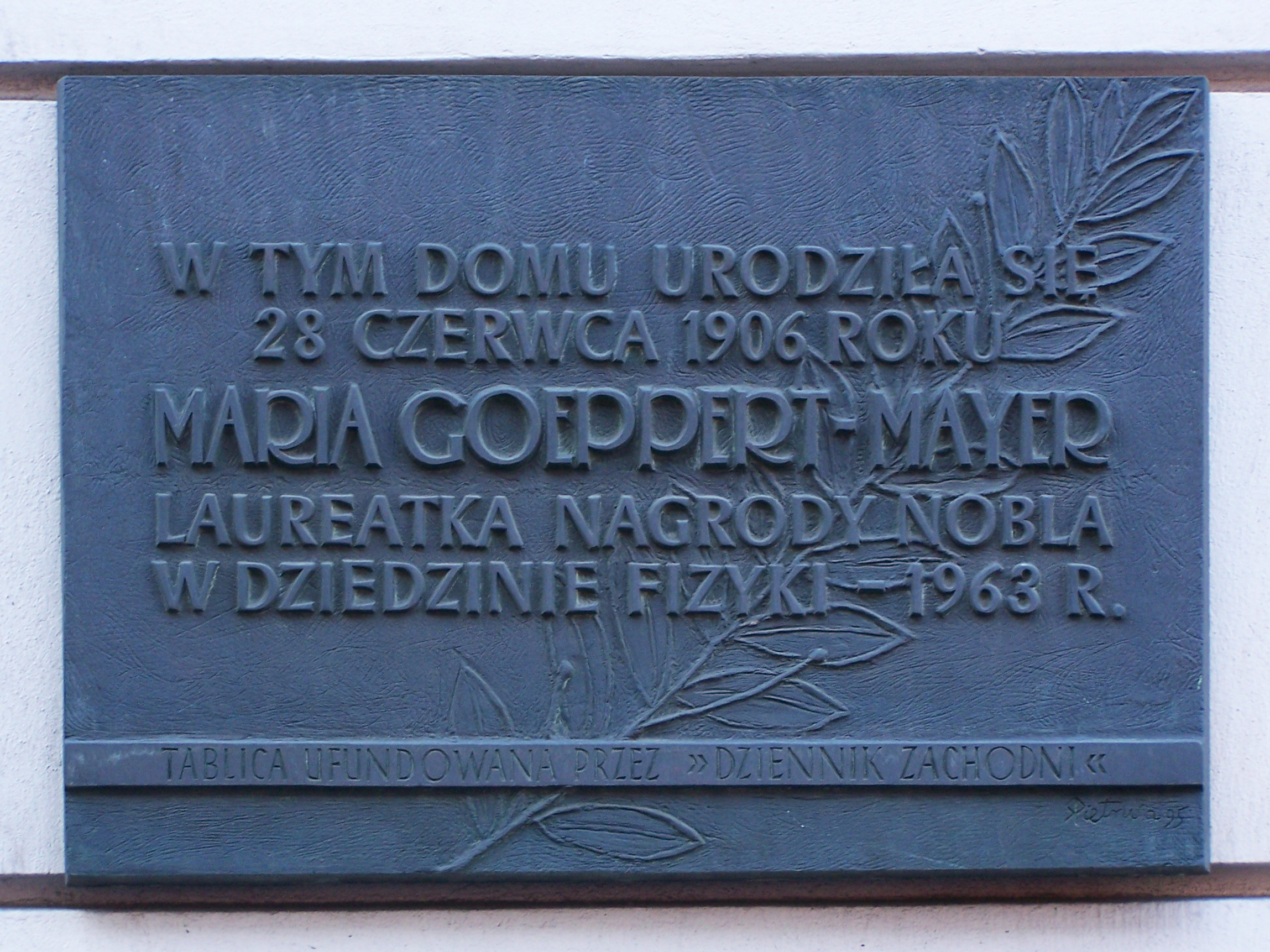
لوحةٌ تذكارية لماريا غوبرت ماير في مويسكا في كاتوفيتسه

في عام 1960، عُينت ماريا بروفيسورًا متفرغًا في الفيزياء في جامعة كاليفورنيا في سان دييغو، وبعد وصولها بفترةٍ قصيرة، تعرضت لسكتةٍ دماغية، ولكنها واصلت التدريس وإجراء عددٍ من الأبحاث لعدة سنواتٍ أُخرى. في عام 1965، انُتخبت زميلةً للأكاديمية الأمريكية للفنون والعلوم. تُوفيت ماريا في سان دييغو بتاريخ 20 فبراير 1972، وذلك بعد أن أصابتها نوبةٌ قلبية في العام السابق من وفاتها، حيث تركتها في غيبوبةٍ حتى وفاتها. دُفنت في حديقة إلكامينو التذكارية الموجودة في سان دييغو.
بعد وفاتها، قامت الجمعية الفيزيائية الأمريكية (APS) بإنشاء جائزة ماريا غوبرت ماير تخليدًا لذكراها، وبهدف تكريمِ الفيزيائيات الشابات في بداية حياتهن المهنية، والجائزة مفتوحة أمام جميع الفيزيائيات اللواتي يحملنَ درجة الدكتوراة، حيثُ تحصل الفائزة على مبلغٍ من المال، وفرصةٍ لإلقاء محاضراتٍ عن بحثها في أربعِ مؤسساتٍ رئيسية. في ديسمبر 2018، قامت الجمعية الفيزيائية الأمريكية باختيارٍ مختبر أرغون الوطني كموقعٍ تاريخي للجمعية الفيزيائية الأمريكية؛ وذلك لأنَّ ماريا كانت تُجري أبحاثها فيه. كما كَرمها مختبر أرغون الوطني من خلال تقديمِ جائزةٍ سنوية لعالمةٍ أو مهندسةٍ شابة بارزة، كما تقوم جامعة كاليفورنيا في سان دييغو باستضافةِ ندوة ماريا غوبرت ماير السنوية، حيثُ تتجمع الباحثاتُ لمناقشةِ العلوم الحديثة. تُوجد على كوكب الزهرة فوهةٌ صدمية يبلغ قطرها حوالي 35 كم، سُميت بفوهةِ غوبرت ماير تخليدًا لذكراها. في عام 1996، أُدرجت ماريا في قاعة الشهرة الوطنية للمرأة، وفي عام 2011، أُدرجت في الإصدار الثالث لمجموعة العلماء الأمريكيين (American Scientists) من الطوابع البريدية الأمريكية، جنبًا إلى جنب مع ملفين كالفن وآزا غراي وسيفيرو أوتشوا. تُوجد أوراق ماري في مكتبة غيزل في جامعة كاليفورنيا في سان دييغو، كما أنَّ قسم الفيزياء في هذه الجامعة يقعُ داخل قاعة ماير، والتي سُميت باسمها واسم زوجها.